# Val Nüglia
Das Val Nüglia ([ˌvalˈnyʎɐ]ⓘ, rätoromanisch im Idiom Vallader, wörtlich «Tal (des) Nichts», übertragen «leeres Tal») ist ein unbewohntes Seitental des Spöltals im Unterengadin. Es liegt nördlich des Ofenpasses und gehört in das Einzugsgebiet des Inns. Das Val Nüglia hat eine Nord-Süd-Ausdehnung von 5 km.

## Lage
Das Val Nüglia liegt auf dem Territorium der Gemeinde Val Müstair. Zuvor gehörte es zur darin aufgegangenen Gemeinde Tschierv, wobei Valchava die Rechte zur Benützung der Landwirtschaftsflächen besass. 1918 verpachtete Valchava das Tal an den Schweizerischen Nationalpark.
Das Val Nüglia ist von folgenden Bergen umgeben (im Südwesten beginnend im Uhrzeigersinn um das Tal): Piz Nair, Piz Stabelchod, Piz Foraz, Piz Nüglia, Piz Tavrü und Piz Vallatscha. Davon ist der Piz Tavrü mit 3167 m ü. M. der höchste.

## Zugänglichkeit
Der grösste Teil des Val Nüglia gehört zum Schweizerischen Nationalpark. Da es keinerlei markierte Wege im Tal gibt, herrscht wie überall im Park Betretungsverbot.